# Brachypremna candidella
Brachypremna candidella är en tvåvingeart som beskrevs av Alexander 1969. Brachypremna candidella ingår i släktet Brachypremna och familjen storharkrankar. Inga underarter finns listade i Catalogue of Life.